# Magnus Breitenmoser
Magnus Robert Breitenmoser (* 6. August 1998 in Wil SG) ist ein schweizerisch-kenianischer Fussballspieler.

## Karriere

### Verein
Breitenmoser wuchs in Wil auf, wo er auch mit dem Fussballspielen begann. Sein Vater spielte bereits für den FC Wil, allerdings spielte das Team damals noch in der vierthöchsten Liga. Anschliessend spielte er ab dem Alter von elf Jahren in der Jugendabteilung des FC St. Gallen, wechselte zu den B-Junioren beim FC Tobel-Affeltrangen, unweit von Wil. Zu diesem Zeitpunkt schien eine Profikarriere unmöglich. Breitenmoser spielte schliesslich in der ersten Mannschaft beim FC Tobel-Affeltrangen und machte so auf sich aufmerksam. 2015 wechselte er in die U-20, die zweite Mannschaft des FC Wil. 2016 unterschrieb er für die erste Mannschaft und bekam gleichzeitig einen Lehrvertrag vorgelegt. Breitenmoser setzte aber voll auf seine Fussballkarriere und lehnte den Lehrvertrag ab. 2019 lief sein Vertrag in Wil aus. Nach kurzer Zeit als Vereinsloser bekam er einen Vertrag beim FC Schaffhausen. Im März 2020 wechselte Breitenmoser zum FC Thun. Er bekam einen Vertrag bis 2022 mit einer Option auf Verlängerung. Beim FC Thun durfte er zweimal in der Super League auflaufen, ehe er mit dem Verein in die Challenge League abstieg. 2021 wechselte Breitenmoser leihweise zum finnischen Erstligisten AC Oulu. Der Kontakt kam über seinen ehemaliger Thuner Teamkameraden Dennis Salanović zustande, der bereits beim finnischen Verein spielte. Sein Debüt gab er am 17. Juli 2021 gegen HJK Helsinki. Breitenmoser kam bis zum Saisonende auf 18 Pflichtspieleinsätze und feierte in der Regegation mit Oulu den Klassenerhalt. Breitenmoser blieb bis Jahresende 2022 in Finnland bei AC Oulu. Im Februar 2023 löste Breitenmoser nach seiner Rückkehr nach Thun seinen bis Sommer 2023 laufenden Vertrag auf. Nach einer Phase ohne Verein kehrte Breitenmoser nun fix nach Oulu zurück. In einem Porträt bezeichnete er sich als zufrieden mit seiner Situation. Den Verein verliess er Ende 2023 wieder. Im Sommer 2024 wechselte Breitenmoser als Amateur zum 2. Liga interregional Club KF Dardania St. Gallen. In einem Porträt im St. Galler Tagblatt wurde er als «prägender Spieler» des Fünftligisten bezeichnet.

### Nationalmannschaft
Breitenmoser spielte von 2017 bis 2018 einmal für die Schweizer U-19 und siebenmal für die U-20-Nationalmannschaft. Er wäre auch für die Kenianische Fussballnationalmannschaft spielberechtigt gewesen, es blieb aber nur bei einem Kontakt mit den dortigen Verantwortlichen.

## Persönliches
Breitenmosers Mutter stammt ursprünglich aus Kenia. Er arbeitet seit 2024 als Personalberater. Im gleichen Jahr konvertierte er zum Islam.